# 阿蒙新城
阿蒙新城（法語：Villeneuve-d'Amont，法語發音：[vilnœv damɔ̃]）是法国杜省的一个市镇，属于蓬塔利耶区。

## 地理
阿蒙新城（46°56'23"N, 6°1'55"E）面积14.27 平方千米，位于法国勃艮第-弗朗什-孔泰大區杜省，该省份为法国东部内陆省份，北起上索恩省，西接汝拉省，东部及东南部与瑞士接壤，东北部与贝尔福地区省接壤。
与阿蒙新城接壤的市镇（或旧市镇、城区）包括：克鲁泽米热特、杜尔农、圣安娜、热夫勒桑、勒维耶、维莱苏沙拉蒙、阿尔克苏蒙特诺。

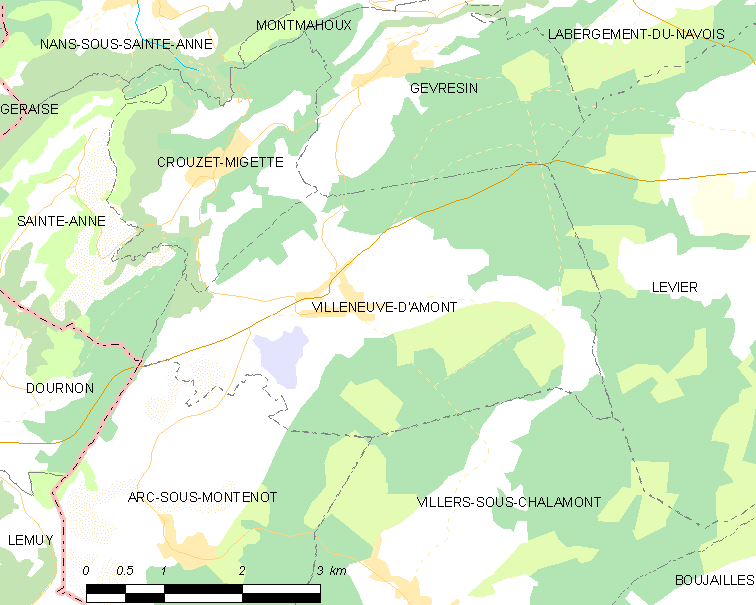
阿蒙新城的OSM定位图

阿蒙新城的时区为UTC+01:00、UTC+02:00（夏令时）。

## 行政
阿蒙新城的邮政编码为25270，INSEE市镇编码为25621。

## 政治
阿蒙新城所属的省级选区为弗拉讷县。

## 人口

1962-2008年间阿蒙新城人口变化图示

阿蒙新城于2022年1月1日时的人口数量为221人。